# Michele Bartoli

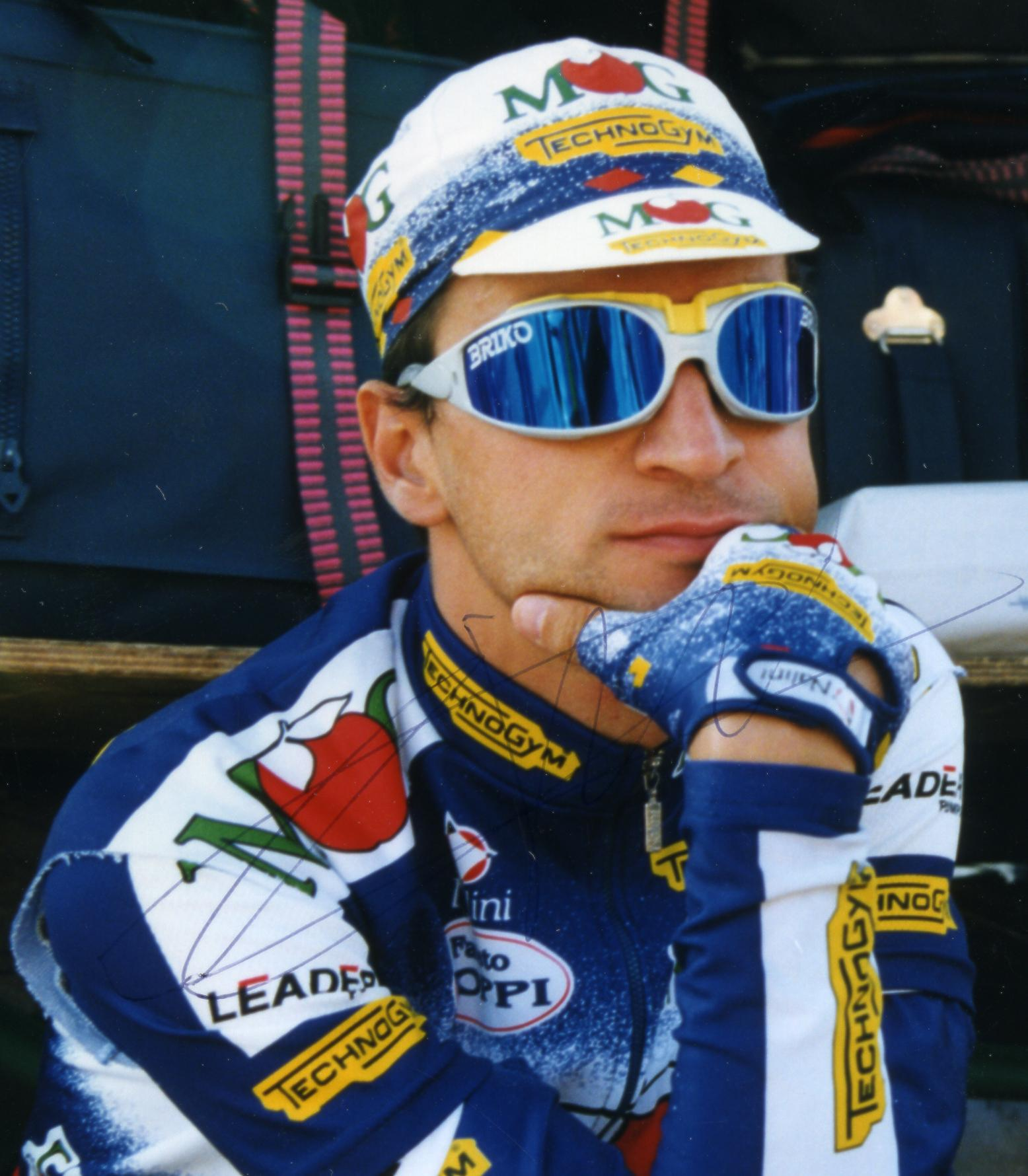
Michele Bartoli a la París-Tours 1997

Michele Bartoli (Pisa, Toscana, 27 de maig de 1970) va ser un ciclista italià, que fou professional entre 1992 i 2004. Gran especialista en clàssiques, destaquen les seves victòries al Tour de Flandes de 1996, la Lieja-Bastogne-Lieja de 1997 i 1998, la Fletxa Valona de 1999, l'Amstel Gold Race de 2002, la Volta a Llombardia de 2002 i 2003 i dues edicions de la Copa del Món de ciclisme, el 1997 i 1998.

## Palmarès
- 1988
  - Vencedor d'una etapa al Tour al País de Vaud
- 1990
  - 1r al Trofeu Salvatore Morucci
- 1991
  - 1r al Giro del Valdarno
  - Vencedor d'una etapa del Giro de les Regions
- 1993
  - 1r a la Setmana Siciliana i vencedor de 2 etapes
- 1994
  - 1r a la Fletxa Brabançona
  - 1r al Gran Premi Pino Cerami
  - 1r al Critèrium dels Abruzzos
  - Vencedor d'una etapa del Giro d'Itàlia
- 1995
  - 1r als Tres dies de La Panne i vencedor d'una etapa
- 1996
  - 1r al Tour de Flandes
  - 1r al Giro de la Província de Reggio de Calàbria i vencedor d'una etapa
  - 1r al Gran Premi de la indústria i l'artesanat de Larciano
  - 1r al Giro del Veneto
  - 1r al Gran Premi de Fourmies
  - 1r al Giro dell'Emilia
  - Vencedor d'una etapa de la Tirrena-Adriàtica
  - Vencedor d'una etapa de la Volta a Suïssa
  - Vencedor d'una etapa al Giro de Calàbria
- 1997
  -  1r a la Copa del Món de ciclisme
  - 1r a la Lieja-Bastogne-Lieja
  - 1r al Trofeu Laigueglia
  - 1r a la Rund um den Henninger Turm
  - 1r al Trofeu Melinda
  - Vencedor d'una etapa de la Tirrena-Adriàtica
  - Vencedor d'una etapa del Tour del Mediterrani
- 1998
  -  1r a la Copa del Món de ciclisme
  - 1r a la Lieja-Bastogne-Lieja
  - 1r al Giro de la Província de Reggio de Calàbria i vencedor d'una etapa
  - 1r al Gran Premi del cantó d'Argòvia
  - 1r al Campionat de Zúric
  - 1r al Giro de la Romanya
  - 1r als Tres dies de La Panne
  - Vencedor de 2 etapes del Tour del Mediterrani
  - Vencedor d'una etapa del Giro d'Itàlia
  - Vencedor d'una etapa al Giro de Calàbria
- 1999
  - 1r a la Fletxa Brabançona
  - 1r a la Fletxa Valona
  - 1r a la Tirrena-Adriàtica
  - Vencedor d'una etapa de la Volta a Andalusia
  - Vencedor d'una etapa de la Volta a la Comunitat Valenciana
- 2000
  -  Campió d'Itàlia en ruta
  - 1r al Gran Premi de Plouay
  - Vencedor d'una etapa de la Challenge de Mallorca
- 2001
  - 1r a l'Omloop Het Volk
  - 1r al Gran Premi de Camaiore
- 2002
  - 1r a l'Amstel Gold Race
  - 1r a la Volta a Llombardia
  - 1r al Giro dell'Emilia
  - 1r a la Milà-Torí
  - 1r al Tour del Mediterrani i vencedor d'una etapa
  - Vencedor d'una etapa del Giro de la Província de Lucca
- 2003
  - 1r a la Volta a Llombardia
  - 1r al Giro del Lazio
  - Vencedor d'una etapa del Tour de Valònia

### Resultats al Giro d'Itàlia
- 1994. 43è de la classificació general. Vencedor d'una etapa
- 1998. Fora de control (17a etapa). Vencedor d'una etapa
- 2002. Abandona (1a etapa)

### Resultats al Tour de França
- 1996. 19è de la classificació general
- 1997. Abandona (10a etapa)
- 2000. Abandona (13a etapa)
- 2001. 33è de la classificació general
- 2004. Abandona (17a etapa)

### Resultats a la Volta a Espanya
- 1995. 9è de la classificació general